# Новомихайловский сельсовет (Коченёвский район)
Новомихайловский сельсовет — сельское поселение в Коченёвском районе Новосибирской области Российской Федерации.
Административный центр — село Новомихайловка.

## История
Статус и границы сельского поселения установлены Законом Новосибирской области от 2 июня 2004 года № 200-ОЗ «О статусе и границах муниципальных образований Новосибирской области»

## Население
| 2002  | 2010  | 2012  | 2013  | 2014  | 2015  | 2016  |
| ----- | ----- | ----- | ----- | ----- | ----- | ----- |
| 1570  | ↘1288 | ↘1273 | ↗1292 | ↘1264 | ↗1280 | ↘1274 |
| 2017  | 2018  | 2019  | 2020  | 2021  |       |       |
| ↘1267 | ↗1279 | ↘1269 | ↘1223 | ↘1219 |       |       |

## Состав сельского поселения
| № | Населённый пункт | Тип населённого пункта       | Население |
| - | ---------------- | ---------------------------- | --------- |
| 1 | Ермиловка        | деревня                      | ↘94       |
| 2 | Новомихайловка   | село, административный центр | ↘1147     |
| 3 | Студёнкино       | деревня                      | ↘47       |

### упразднённые населённые пункты
Епифановский — упразднённый в 2005 году посёлок